# Chilostomellinae
Chilostomellinae es una subfamilia de foraminíferos bentónicos de la familia Chilostomellidae, de la superfamilia Chilostomelloidea, del suborden Rotaliina y del orden Rotaliida. Su rango cronoestratigráfico abarca desde el Cretácico superior hasta la Actualidad.

## Clasificación
Chilostomellinae incluye a los siguientes géneros:
- Allomorphina
- Allomorphinella †
- Chilostomella
- Chilostomelloides
- Hidina †
- Resigia †

Otro género considerado en la subfamilia Chilostomellinae es:
- Grossmanella